# 120350 Richburns
120350 Richburns este o planetă minoră (asteroid) din centura de asteroizi. A fost descoperită pe 3 mai 2005 la Catalina Station⁠(d) de Catalina Sky Survey. 
Obiectul prezintă o orbită caracterizată de o semiaxă mare de 2,4747612133689 UAi, o excentricitate de 0,11, o înclinație de 7 ° în raport cu ecliptica.